# Люди, пов'язані з Кам'янець-Подільським районом

## А
- Андрейцев Володимир Іванович (1 червня 1947, Велика Слобідка) — доктор юридичних наук.
- Андрейцев Іван Федорович (27 травня 1912, Велика Слобідка — 24 грудня 1985) — кавалер трьох орденів Слави.
- Андрійчук Тамара Григорівна (4 грудня 1928) — заслужений вчитель УРСР (1969). У 1947—1985 роках викладала російську мову та літературу, українську мову та літературу в середній школі села Чорнокозинці.

## Б
- Барабанов Петро Іванович — Герой Радянського Союзу (1944).
- Березовський Йосип Йосипович — заслужений працівник торгівлі УРСР (1976).
- Бец Іван Давидович — заслужений будівельник України (2004).
- Бец Олексій Давидович — заслужений працівник культури України.
- Білкун Микола Васильович — письменник.
- Білоус Анатолій Григорович — український хімік, доктор хімічних наук, професор, член-кореспондент НАНУ.
- Богданович Анатолій Максимович — письменник.
- Бойко Віктор Вікторович — доктор технічних наук.
- Боровський Михайло Леонтійович (15 листопада 1891, Зубрівка, нині Кам'янець-Подільського району — 8 квітня 1989, Вінніпег) — фахівець у галузі бджільництва й садівництва.
- Бринюк Іван Семенович (6 вересня 1952, Панівці Кам'янець-Подільського району) — графік.
- Бугайченко Іван Федотович — Герой Радянського Союзу (1965).
- Будзінська Броніслава Іванівна — заслужений вчитель УРСР (1981).
- Бульба Сергій Єфремович — заслужений лісівник України.
- Бучинський Петро Миколайович (1852—1927) — зоолог.

## В
- Василенко Іван Григорович (1931—1993) — заслужений працівник промисловості УРСР (1978).
- Вінський Йосип Вікентійович — міністр транспорту та зв'язку України.
- Волошина Ніла Йосипівна (1940, Думанів) — доктор педагогічних наук, член-кореспондент Академії педагогічних наук України.

## Г
- Гаврилюк Юхим Семенович (1902–1972) — художник по порцеляні.
- Горшков Георгій Петрович (1909, Пудлівці — 1984) — доктор геолого-мінералогічних наук (1947), професор (1948), лауреат Державної премії СРСР (1980), заслужений діяч науки РРФСР (1977).
- Горшков Сергій Георгійович (* 26 лютого 1910, Кам'янець-Подільський — † 13 травня 1988, Москва Росія) — радянський військовий діяч. Адмірал Флоту Радянського Союзу (1967). Двічі Герой Радянського Союзу (1965, 1982).
- Грабовський Віктор Никанорович (7 листопада 1942, Баговиця) — український поет, перекладач, літературознавець, літературний критик, журналіст. Член Національної спілки письменників України. Заслужений діяч мистецтв України (2007).
- Грозний В'ячеслав Вікторович (1956) — футбольний тренер.

## Д
- Дубицький В'ячеслав Володимирович — український політик. Народний депутат України. Заслужений працівник сільського господарства України.

## Ж
- Жаворонков Валерій Павлович (нар. 13 березня 1940, село Мукша-Боришковецька, нині Кам'янка Кам'янець-Подільського району Хмельницької області) — український графік. Член Національної спілки художників України від 1971 року. Заслужений працівник культури України (2006).

## К
- Корчинський Михайло Агафонович (15 березня 1885, село Залуччя Надкордонне Кам'янецького повіту Подільської губернії, нині Подоляни Кам'янець-Подільського району Хмельницької області — 7 жовтня 1937, Львів) — український адвокат, політичний і громадський діяч.
- Кушнір Віктор Степанович (3 серпня 1937, село Калиня, нині Кам'янець-Подільського району Хмельницької області — 4 жовтня 1973, Київ) — український поет, журналіст.

## Л
- Лаврик Семен Семенович — доктор медичних наук, професор.
- Ланда Наум Мойсейович (9 грудня 1928, Стара Ушиця — 21 вересня 1998) — російський філософ. Кандидат філософських наук (1972). Заслужений працівник культури Російської Федерації.
- Латер Семен Юхимович (17 квітня 1919 — 31 жовтня 2006) — почесний громадянин Кам'янець-Подільського району (2003).
- Латюк Марія Андріївна (1 січня 1924, Цвіклівці — 10 вересня 1995) — доярка, Герой Соціалістичної Праці (28 лютого 1958).
- Лис Анатолій Федорович (24 травня 1939, Ярмолинці — 21 червня 2001) — заслужений працівник культури України (1987).
- Лозинський Микола Миколайович (14 червня 1929 — 25 вересня 1972) — заслужений машинобудівник УРСР (1972).
- Лучик Світлана Дмитрівна (6 серпня 1965  ) — доктор економічних наук.

## М
- Мазурчак Олександр Володимирович (30 червня 1959) — міський голова Кам'янця-Подільського (1997–2008).
- Максименко Микола Петрович (29 квітня 1929 — 3 листопада 1983) — заслужений лісівник УРСР (1982).
- Мельник Олексій Володимирович (13 березня 1961) — тренер, заслужений працівник фізичної культури та спорту України (2004), батько і тренер олімпійської чемпіонки Ірини Мерлені.
- Микитюк Володимир Васильович (7 жовтня 1944, село Залуччя, нині Подоляни) — російський паразитолог. Доктор біологічних наук (1991). Професор (1991). Член-кореспондент Академії природознавства Росії (від 1 листопада 1995 року).

## Н
- Несіс Арнольд Ізраїльович (1926, Оринин — 1981) — радянський учений-рентгенолог, доктор медичних наук (1969), заслужений винахідник Казахської РСР (1960).
- Никольчук Микола Леонтійович (* 6 грудня 1919, Оринин — † 10 жовтня 1976, Ужгород) — ветеран Великої Вітчизняної війни, Герой Радянського Союзу.

## П
- Перепелюк Володимир Максимович — кобзар.
- Підгородецький Мусій Веремійович — Герой Соціалістичної Праці.
- Покотило Іван Васильович (21 лютого 1951, Студениця) — український журналіст, поет.
- Пономаренко Антоніна Павлівна — заслужена вчителька Української РСР.
- Прокопенко Ганна Прокопівна — Герой Соціалістичної Праці.
- Прус Василь Михайлович — кавалер ордена Трудової Слави трьох ступенів.

## C
- Сваричевський Анатолій Володимирович (29 січня 1930, Баговиця) — український літературознавець, краєзнавець.
- Смирнов Володимир Михайлович (7 листопада 1927 — 1 квітня 1986) — перший секретар Кам'янець-Подільського райкому КПУ в 1970–1986 роках.

## Т
- Трихманенко Віктор Федорович (10 травня 1923, Гуменці) — письменник.

## Ф
- Фараонов Павло Артемович (нар. 12 лютого 1933, село Лісківці, нині Кам'янець-Подільського району Хмельницької області — пом. 11 травня 1993, Кам'янець-Подільський) — висококваліфікований спеціаліст культосвітньої роботи, громадський діяч, ентузіаст і організатор клубної та бібліотечної роботи, пропагандист пам'яток історії та культури Хмельниччини.

## Ц
- Цвігун Анатолій Тимофійович (10 червня 1954, село Кульчіївці) — доктор сільськогосподарських наук, проректор із післядипломної освіти та дорадництва Подільського аграрно-технічного університету.

## Ч
- Чорний Ігор Володимирович (21 серпня 1953, Гуменці) — доктор технічних наук (2001). Конструктор приладів для спостереження за Землею з космосу. Начальник конструкторського бюро в Центрі космічних спостережень (Москва).

- Чемич Микола Дмитрович (1972 - 1976) Кам'янець-Подільське медичне училище — доктор медичних наук (2006), професор (2007). Завідувач кафедри інфекційних хвороб з епідеміологією Сумського державного університету.

## Ш
- Швець Анатолій Миколайович (28 жовтня 1953, Радошівка Ізяславського району Хмельницької області) — заслужений лісівник України (2003). Директор Кам'янець-Подільського держлісгоспу від 2000 року.
- Шкрумко Микола Якович (22 травня 1927, Кізя) — митрополит Іжевський і Удмуртський.

## Щ
- Щербань Сергій Авксентійович (16 липня 1922 — вересень 2011) — заслужений працівник сільського господарства УРСР (1977).

## Я
- Яремчук Володимир Андрійович (22 листопада 1939) — почесний громадянин Кам'янець-Подільського району (2004).
- Яровий Яків Павлович (1 травня 1923, смт Стара Ушиця — 1998) — композитор, заслужений артист Республіки Білорусь.
- Яхієв Адам Михайлович (17 травня 1954) — заслужений працівник промисловості України (1997).
- Яцемирський Сергій Йосипович (20 жовтня 1928, смт Стара Ушиця) — Герой Соціалістичної Праці (1966).